# Episema tersa
Episema tersa là một loài bướm đêm trong họ Noctuidae.